# Endochironomus intextus
Endochironomus intextus är en tvåvingeart som först beskrevs av Walker 18??.  Endochironomus intextus ingår i släktet Endochironomus, och familjen fjädermyggor. Arten är reproducerande i Sverige.